# Anomala lasikina
Anomala lasikina är en skalbaggsart som beskrevs av Ohaus 1914. Anomala lasikina ingår i släktet Anomala och familjen Rutelidae. Inga underarter finns listade i Catalogue of Life.